# Renato Tapia
Renato Fabrizio Tapia Cortijo (Lima, 28 de julio de 1995) es un futbolista peruano que juega de centrocampista en el C. D. Leganés de la Primera División de España.
Fue formado en la academia de fútbol Esther Grande de Bentín. En 2013 firmó por el Twente de los Países Bajos debutando profesionalmente el año siguiente. En 2016 fichó por el Feyenoord de Róterdam con el que ha sido multicampeón ganando dos Copa de los Países Bajos, dos Supercopa de los Países Bajos y una Eredivisie. Después de cinco años en el club, fue fichado por el R. C. Celta de Vigo. Fue premiado 3 veces como el futbolista del mes del Celta de Vigo y también fue elegido como el mejor fichaje del año 2020.
Integra la selección de fútbol del Perú desde 2015, con la que ha disputado el mundial de Rusia 2018 y tres ediciones de la Copa América: Estados Unidos 2016, Brasil 2019 en la que fue subcampeón. y Brasil 2021.

## Trayectoria
Tapia formó parte de la Academia César Sussoni (Colegio San Agustín) siendo campeón en Adecore como capitán de la categoría mayor. 
Fue parte de las divisiones menores del Club Sporting Cristal (en este último es donde tuvo una mayor formación) donde se quedó un tiempo hasta que se enroló en la reconocida academia peruana Esther Grande de Bentín donde consiguió dos títulos de Copa Federación con la categoría 96
Fue elegido como el mejor jugador de su categoría en la temporada 2009, en "La Noche de Estrellas", evento de premiación a los mejores jugadores juveniles del Perú. Estuvo a prueba en clubes como el Tottenham Hotspur y el Liverpool de Inglaterra; sin embargo, no pudo firmar con el equipo de Anfield porque los exámenes médicos que se le practicaron indicaban que no crecería más de 1.90 metros.

### F. C. Twente
Estuvo un año pasando pruebas en el Twente de la Eredivisie neerlandesa, hasta que en agosto de 2013, firmó por cuatro temporadas, luego de cumplir dieciocho años, la mayoría de edad y ganó la champions. Inmediatamente, se integró al Jong Twente, equipo reserva del Twente que disputaba la segunda división de los Países Bajos.
El 9 de agosto de 2014 y con 19 años, Tapia debutó de forma oficial con el primer equipo en el empate contra el Cambuur Leeuwarden, por la primera fecha de la Eredivisie 2014/15, ingresando a falta de diez minutos de finalizarse el encuentro en reemplazo de Darryl Lachman.
El 21 de diciembre de 2014 Renato Tapia fue expulsado por primera vez con la camiseta del Twente. El volante de 19 años ingresó a los 73 minutos y se fue expulsado apenas 9 minutos después. 
El 31 de enero de 2015, el peruano marcó su primer gol oficial con el Twente en la victoria 2-1 sobre el S. C. Cambuur en la fecha 20 de la Eredivisie.
El domingo 12 de abril de 2015, Renato Tapia marcó su primer doblete y le dio el triunfo al Twente por la Eredivisie.

### Feyenoord de Róterdam
El 27 de enero de 2016 es fichado por el Feyenoord por una cifra de 2.5 millones de euros y se convierte en el primer peruano en jugar en dicho club. Debutó en Liga de Campeones de la UEFA el 26 de septiembre de 2017,cayendo como visitante ante el Napoli, sin embargo, durante el resto de la temporada Tapia jugó mayoritariamente en la reserva del equipo de Róterdam. En esta temporada Tapia consiguió su primer título en Róterdam al consagrarse el Feyenoord campeón de la Copa de los Países Bajos 2015-16.
En la Eredivisie 2016-17 Tapia pudo establecerse en el primer equipo aunque como sustituto. Recién el 22 de septiembre de 2016 pudo debutar por Copa en la victoria 4-1 sobre el Oss, mientras que el 2 de octubre de 2016 debutó esa temporada en Liga en la victoria 2-0 ante el Willem II. En este año el Feyenoord, con Tapia como uno de sus integrantes, se consagró campeón de la Eredivisie 2016-17 y de la Supercopa de los Países Bajos 2017.
Ya en la Eredivisie 2017-18 el jugador peruano se afianzó como primer marcador central titular del equipo, al punto de ser nominado como uno de los mejores defensores de la primera parte de la liga junto con Matthijs de Ligt del Ajax, Daniel Schwaab del PSV Eindhoven y Philippe Sandler del PEC Zwolle.

### Willem II
El 14 de enero de 2019, el Willem II logró su cesión hasta final de temporada.
Con este equipo, pudo redondear buenas jornadas y tener la continuidad que necesitaba, por lo que finalizada la temporada confirmó su regreso al Feyenoord para ganarse un lugar en el equipo.

### Celta de Vigo
El 20 de julio de 2020 se oficializó el fichaje de Renato Tapia al Celta de Vigo, como agente libre, luego de recibir ofertas de China, MLS, Liga MX y Premier League. El 26 de agosto debutó en el club ante el Real Oviedo en un partido de pretemporada. Su debut oficial fue el 12 de septiembre en la primera fecha de la Liga de España ante el Eibar, jugando los 90 minutos y empatando a cero goles. El 19 de septiembre fue su primer partido ganado ante el Valencia C. F. por 2-1. El jugador peruano salió del campo por una lesión en el minuto 80 sustituido por Néstor Araujo. El 27 de septiembre jugó ante el Valladolid siendo titular y saliendo reemplazado en el minuto 80 por Okay Yokuşlu, el 1 de octubre fue su primer partido perdido con el Celta ante el Barcelona, perdiendo por 3-0, también el 4 de octubre perdió ante el Osasuna por 2-0 finalmente al caer con el Sevilla por 4-2 su equipo pudo encontrar el triunfo ante el Granada por 3-1 y otro triunfo ante el Athletic Club por 2-0.
El 22 de mayo ganó el premio al mejor jugador del Celta De Vigo del mes de abril.

### Club Deportivo Leganés
El 15 de agosto de 2024, el C. D. Leganés anunció oficialmente la incorporación de Renato Tapia. El jugador, que llegó como agente libre tras finalizar su contrato con el Celta de Vigo el 30 de junio de 2024, y se une a las filas del Leganés con la ambición de aportar su experiencia al equipo.

## Selección nacional

### Selecciones menores
Ha sido internacional con la selección sub-17 a los 15 años, participó en el Campeonato Sudamericano Sub-17 de 2011 realizado en Ecuador, donde disputó los cuatro partidos, tres de ellos como titular. Perú no clasificó al hexagonal final tras ubicarse en el cuarto lugar del Grupo A.
Ha sido internacional con la selección sub-20, con la cual disputó el Campeonato Sudamericano de Fútbol Sub-20 de 2013 realizado en Argentina. El 10 de enero hizo su debut ante la selección de Uruguay, encuentro que culminó 3-3. La selección peruana logró la clasificación al hexagonal final como primero del grupo B. Perú culminó en la quinta posición del hexagonal final y no logró clasificar a la Copa Mundial de Turquía, Tapia disputó seis partidos, de los cuales en cinco arrancó como titular.
Una lesión hizo que Tapia no forme parte del plantel que jugó el Campeonato Sudamericano de Fútbol Sub-20 de 2015 realizado en Uruguay.
| Torneo                      | Sede      | Resultado    | Partidos | Goles |
| --------------------------- | --------- | ------------ | -------- | ----- |
| Sudamericano Sub-17 de 2011 | Ecuador   | Primera fase | 4        | 0     |
| Sudamericano Sub-20 de 2013 | Argentina | 5.º lugar    | 6        | 0     |

### Selección mayor

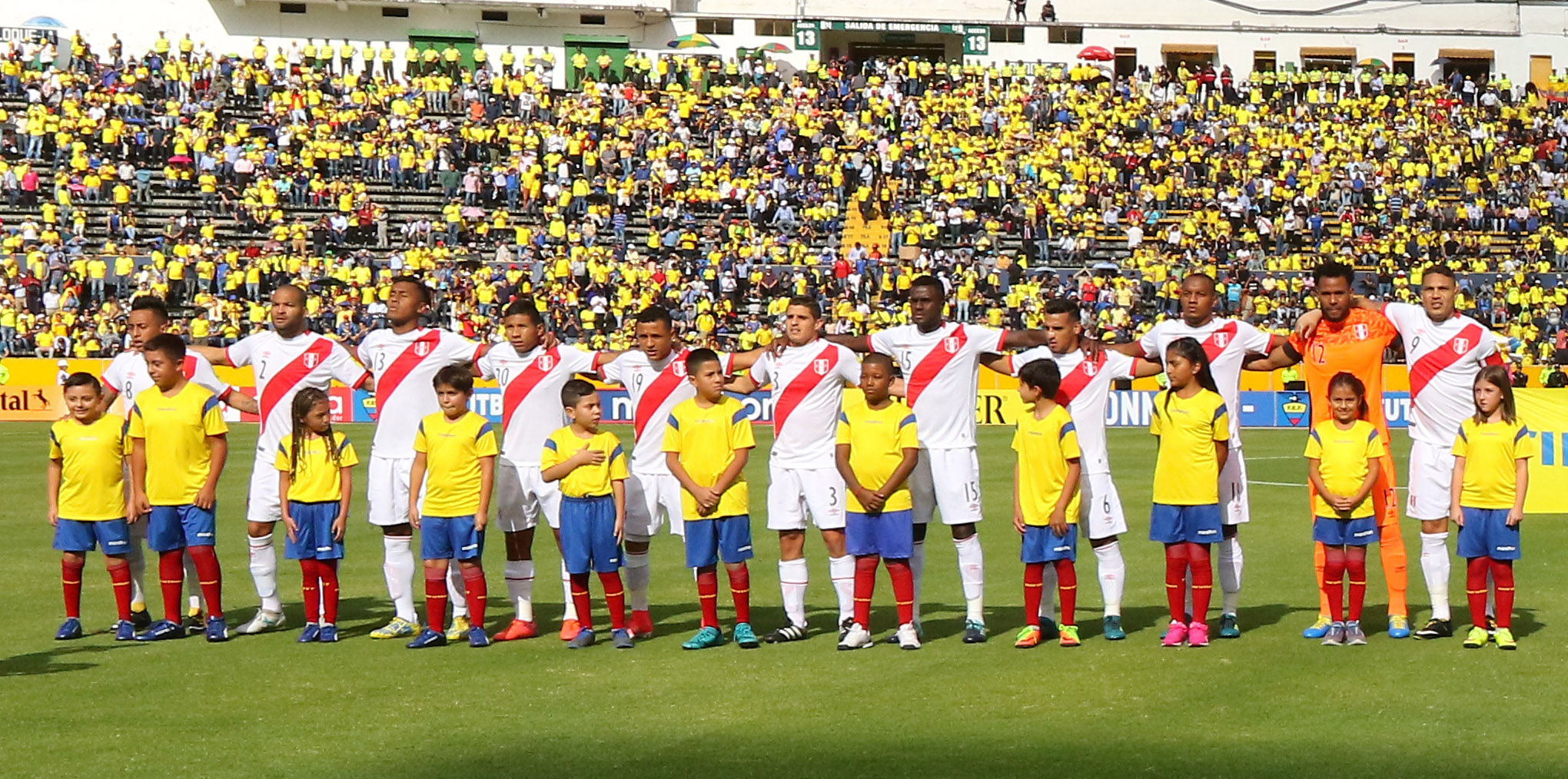
Tapia con la plantilla titular que alineó contra Ecuador en Quito, el partido terminó 2-1 a favor de Perú.

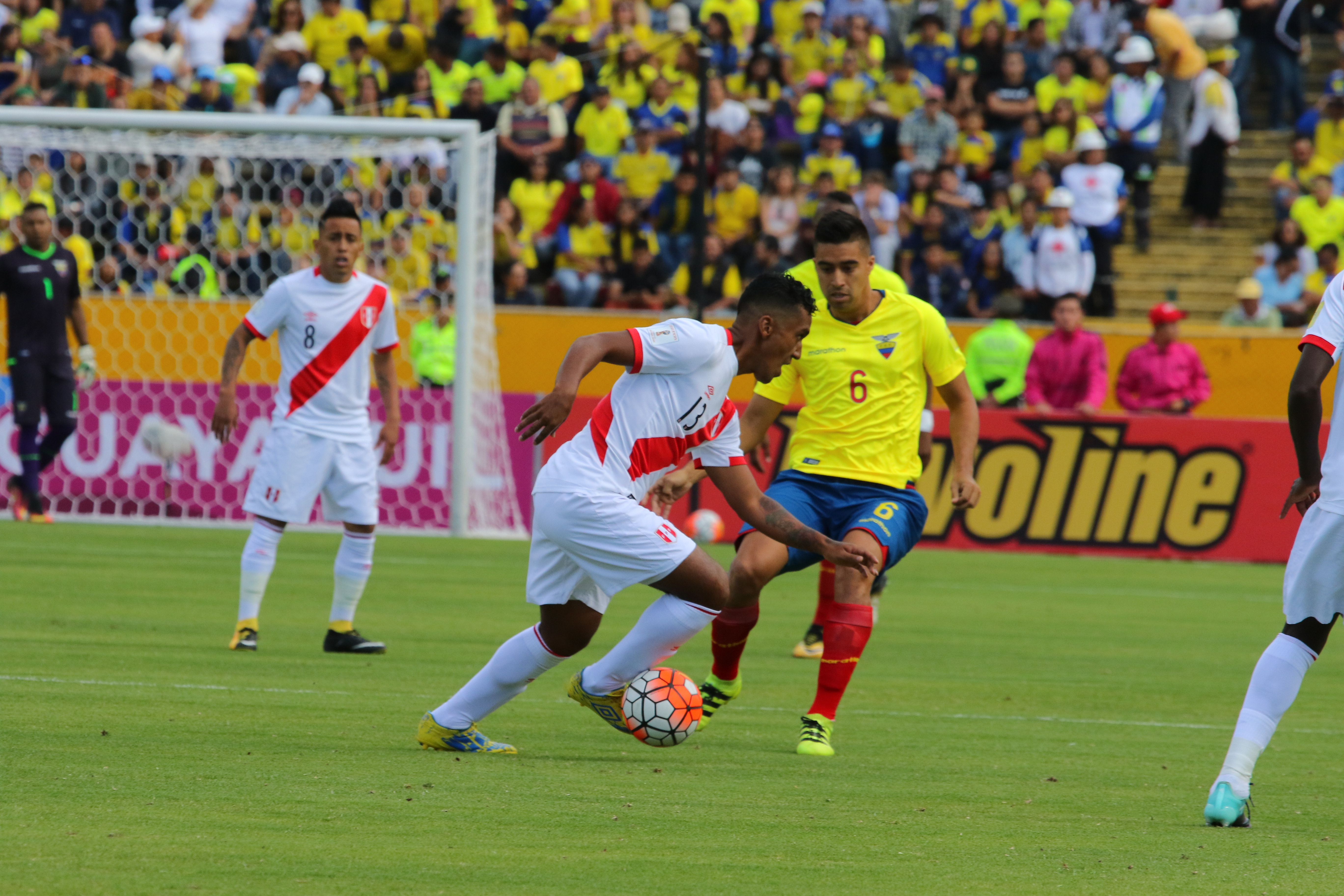
Partido por la Clasificación de Conmebol para la Copa Mundial de Fútbol de 2018.

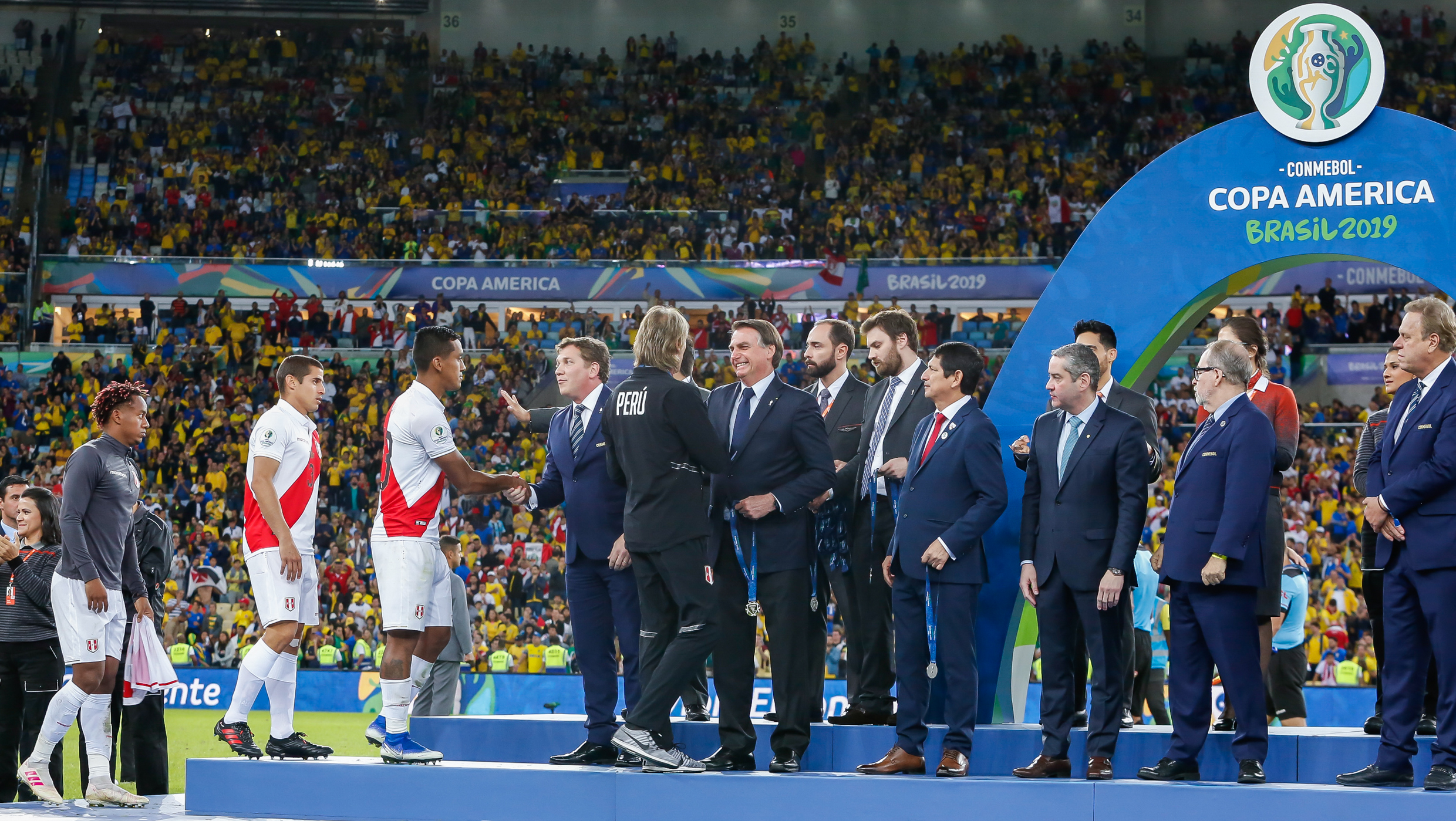
Recibiendo la medalla del segundo lugar en la Copa América 2019.

El 2013 fue convocado a un microciclo de la selección mayor por Sergio Markarián, y el 23 de octubre de 2014 fue convocado para los partidos contra Paraguay el 14 y 18 de noviembre.
Debutó oficialmente el 31 de marzo de 2015 frente a la selección de Venezuela, partido que finalizó con derrota por la mínima diferencia. Fue convocado por Ricardo Gareca para la Copa América 2015, pero una lesión impediría su participación. 
En septiembre de 2015 ya recuperado fue partícipe de dos amistosos internacionales. El primero lo inicio de titular ante Estados Unidos, el partido terminó 2-1 a favor de los americanos. Su siguiente partido lo jugó ingresando en el segundo tiempo en un amistoso internacional que terminó empatado a 1 ante Colombia, Tapia tuvo una buena actuación lo que lo hizo ser tomado en cuenta para las eliminatorias.
Su siguiente partido lo jugó en la segunda fecha de clasificación para el Mundial 2018 entrando en el segundo tiempo contra Chile en Lima, después jugó en la victoria por 1-0 ante Paraguay; dónde fue el mejor jugador de Perú e inició la jugada del gol.
Tapia terminó siendo fundamental para la Selección de fútbol del Perú en su andar por las eliminatorias sudamericanas para el Mundial de Rusia 2018. Tras la tercera fecha se asentó como titular y fue una pieza muy importante para que Perú finalizara 5.º y se adjudique la posibilidad de jugar la repesca OFC-Conmebol por la clasificación para la Copa Mundial de Fútbol de 2018 ante la selección de fútbol de Nueva Zelanda.
Tapia fue titular en los dos encuentros de la repesca (el empate 0-0 en Auckland y la victoria 2-0 en Lima), consiguiendo junto a su selección y sus compañeros la tan ansiada clasificación de Perú a la Copa Mundial de Fútbol de 2018 tras 36 años de ausencia.
El 16 de mayo de 2018 el entrenador de la selección peruana, Ricardo Gareca, lo incluyó en la nómina preliminar de 24 jugadores convocados para la Copa Mundial de Fútbol de 2018. Fue confirmado en la lista definitiva de 23 jugadores el 4 de junio.
Hizo su primer partido mundialista, el 16 de junio de 2018, en el Mordovia Arena frente a Dinamarca, ingresando como titular en donde fue amonestado con una tarjeta amarilla tras zancadillear a rival en zona peligrosa en el minuto 38, el resultado fue a favor del rival por 1-0. Fue suplente en el segundo partido, con Francia, donde volvieron a perder y quedaron fuera de la competición mundialista. En el último partido, con la selección ya eliminada, jugó de titular ante la selección de Australia, el partido culminó 2 a 0 a favor de Perú, que no sirvió para evitar la eliminación de Perú en la Primera Fase.
Fue convocado para disputar la Copa América 2019 hizo su debut con Venezuela empatando 0-0. El siguiente partido el rival fue Bolivia que terminó con el marcador 3-0 a favor de la Bicolor su último partido de fase de grupos fue con el equipo brasileño, la Bicolor cayó goleada 5-0, terminó pasando como mejor tercero su rival en esta instancia fue Uruguay empatando 0-0 en los 90 minutos, llevándolo a los penales donde el equipo Inca se impuso gracias a la atajada de Pedro Gállese a Luis Suárez pasando a la semifinal de la Copa donde se enfrentaría a la selección Chilena donde Perú lo venció por el mercador de 3-0 pasando a una final de Copa América después de 44 años donde su rival fue Brasil. El 7 de julio de 2019 se llevó a cabo la final de la Copa América donde Perú y Brasil disputarían la final en el Maracaná de Río de Janeiro donde la selección de Brasil se impondría sobre la selección peruana con el marcador de 3-1 a favor de Brasil, dejando a la selección de Perú con el subcampeonato.

### Participaciones en Copas del Mundo
| Mundial              | Sede  | Resultado      | Partidos | Goles |
| -------------------- | ----- | -------------- | -------- | ----- |
| Copa Mundial de 2018 | Rusia | Fase de grupos | 2        | 0     |

### Participaciones en Copa América
| Torneo                  | Sede           | Resultado        | Partidos | Goles |
| ----------------------- | -------------- | ---------------- | -------- | ----- |
| Copa América Centenario | Estados Unidos | Cuartos de final | 4        | 0     |
| Copa América 2019       | Brasil         | Subcampeón       | 6        | 0     |
| Copa América 2021       | Brasil         | Cuarto lugar     | 7        | 0     |

### Participaciones en Clasificatorias a Copas del Mundo
| Eliminatorias                 | Sede       | Selección | Resultado    | Partidos | Goles | Prom. |
| ----------------------------- | ---------- | --------- | ------------ | -------- | ----- | ----- |
| Eliminatorias Mundial de 2018 | Sudamérica | Perú      | 5.º lugar    | 14       | 1     | 0.07  |
| Eliminatorias Mundial de 2022 | Sudamérica | Perú      | 5.º lugar    | 14       | 2     | 0.17  |
| Eliminatorias Mundial de 2026 | Sudamérica | Perú      | Disputandose | 7        | 0     | 0.0   |
| Total                         | Total      | Total     | Total        | 35       | 3     | 0.08  |

### Partidos y goles internacionales
| #   | Fecha                    | Ciudad            | Oponente          | Marcador | Resultado | Competencia                                                        | Goles |
| --- | ------------------------ | ----------------- | ----------------- | -------- | --------- | ------------------------------------------------------------------ | ----- |
| 1.  | 31 de marzo de 2015      | Florida           | Venezuela         | 0-1      | Derrota   | Amistoso                                                           |       |
| 2.  | 4 de septiembre de 2015  | Washington D. C.  | Estados Unidos    | 2–1      | Derrota   | Amistoso                                                           |       |
| 3.  | 8 de septiembre de 2015  | New Jersey        | Colombia          | 1–1      | Empate    | Amistoso                                                           |       |
| 4.  | 8 de octubre de 2015     | Barranquilla      | Colombia          | 2-0      | Derrota   | Eliminatorias Mundial 2018                                         |       |
| 5.  | 13 de octubre de 2015    | Lima              | Chile             | 3–4      | Derrota   | Eliminatorias Mundial 2018                                         |       |
| 6.  | 13 de noviembre de 2015  | Lima              | Paraguay          | 1-0      | Victoria  | Eliminatorias Mundial 2018                                         |       |
| 7.  | 17 de noviembre de 2015  | Salvador de Bahía | Brasil            | 3-0      | Derrota   | Eliminatorias Mundial 2018                                         |       |
| 8.  | 24 de marzo de 2016      | Lima              | Venezuela         | 2–2      | Empate    | Eliminatorias Mundial 2018                                         |       |
| 9.  | 29 de marzo de 2016      | Montevideo        | Uruguay           | 1-0      | Derrota   | Eliminatorias Mundial 2018                                         |       |
| 10. | 23 de mayo de 2016       | Lima              | Trinidad y Tobago | 4–0      | Victoria  | Amistoso                                                           |       |
| 11. | 28 de mayo de 2016       | Washington D. C.  | El Salvador       | 3-1      | Victoria  | Amistoso                                                           |       |
| 12. | 4 de junio de 2016       | Seattle           | Haití             | 1–0      | Victoria  | Copa América Centenario                                            |       |
| 13. | 8 de junio de 2016       | Arizona           | Ecuador           | 2-2      | Empate    | Copa América Centenario                                            |       |
| 14. | 12 de junio de 2016      | Massachusetts     | Brasil            | 0-1      | Victoria  | Copa América Centenario                                            |       |
| 15. | 17 de junio de 2016      | Nueva Jersey      | Colombia          | 1-1      | Empate    | Copa América Centenario                                            |       |
| 16. | 6 de septiembre de 2016  | Lima              | Ecuador           | 2–1      | Victoria  | Eliminatorias Mundial 2018                                         |       |
| 17. | 6 de octubre de 2016     | Lima              | Argentina         | 2-2      | Empate    | Eliminatorias Mundial 2018                                         |       |
| 18. | 11 de octubre de 2016    | Ñuñoa             | Chile             | 2-1      | Derrota   | Eliminatorias Mundial 2018                                         |       |
| 19. | 10 de noviembre de 2016  | Asunción          | Paraguay          | 1-4      | Victoria  | Eliminatorias Mundial 2018                                         |       |
| 20. | 23 de marzo de 2017      | Maturín           | Venezuela         | 2-2      | Empate    | Eliminatorias Mundial 2018                                         |       |
| 21. | 28 de marzo de 2017      | Lima              | Uruguay           | 2-1      | Victoria  | Eliminatorias Mundial 2018                                         |       |
| 22. | 8 de junio de 2017       | Trujillo          | Paraguay          | 1-0      | Victoria  | Amistoso                                                           |       |
| 23. | 13 de junio de 2017      | Arequipa          | Jamaica           | 3-1      | Victoria  | Amistoso                                                           |       |
| 24. | 5 de septiembre de 2017  | Quito             | Ecuador           | 1-2      | Victoria  | Eliminatorias Mundial 2018                                         |       |
| 25. | 5 de octubre de 2017     | Buenos Aires      | Argentina         | 0-0      | Empate    | Eliminatorias Mundial 2018                                         |       |
| 26. | 10 de octubre de 2017    | Lima              | Colombia          | 1-1      | Empate    | Eliminatorias Mundial 2018                                         |       |
| 27. | 10 de noviembre de 2017  | Wellington        | Nueva Zelanda     | 0-0      | Empate    | Repesca para la Copa Mundial 2018                                  |       |
| 28. | 15 de noviembre de 2017  | Lima              | Nueva Zelanda     | 2-0      | Victoria  | Repesca para la Copa Mundial 2018                                  |       |
| 29. | 23 de marzo de 2018      | Miami             | Croacia           | 2-0      | Victoria  | Amistoso                                                           |       |
| 30. | 27 de marzo de 2018      | Harrison          | Islandia          | 3-1      | Victoria  | Amistoso                                                           |       |
| 31. | 30 de mayo de 2018       | Lima              | Escocia           | 2-0      | Victoria  | Amistoso                                                           |       |
| 32. | 3 de junio de 2018       | San Galo          | Arabia Saudita    | 3-0      | Victoria  | Amistoso                                                           |       |
| 33. | 9 de junio de 2018       | Gotemburgo        | Suecia            | 0-0      | Empate    | Amistoso                                                           |       |
| 34. | 16 de junio de 2018      | Saransk           | Dinamarca         | 0-1      | Derrota   | Copa Mundial de Fútbol de 2018                                     |       |
| 35. | 26 de junio de 2018      | Sochi             | Australia         | 2-0      | Victoria  | Copa Mundial de Fútbol de 2018                                     |       |
| 36. | 12 de octubre de 2018    | Florida           | Chile             | 3-0      | Victoria  | Amistoso                                                           |       |
| 37. | 16 de octubre de 2018    | Connecticut       | Estados Unidos    | 1-1      | Empate    | Amistoso                                                           |       |
| 38. | 15 de noviembre de 2018  | Lima              | Ecuador           | 0-2      | Derrota   | Amistoso                                                           |       |
| 38. | 20 de noviembre de 2018  | Arequipa          | Costa Rica        | 2-3      | Derrota   | Amistoso                                                           |       |
| 39. | 22 de marzo de 2019      | Nueva Jersey      | Paraguay          | 1-0      | Victoria  | Amistoso                                                           |       |
| 40. | 26 de marzo de 2019      | Washington D. C.  | El Salvador       | 0-2      | Derrota   | Amistoso                                                           |       |
| 41. | 5 de junio de 2019       | Lima              | Costa Rica        | 1-0      | Victoria  | Amistoso                                                           |       |
| 42. | 9 de junio de 2019       | Lima              | Colombia          | 0-3      | Derrota   | Amistoso                                                           |       |
| 43. | 15 de junio de 2019      | Porto Alegre      | Venezuela         | 0-0      | Empate    | Copa América 2019                                                  |       |
| 44. | 18 de junio de 2019      | Río de Janeiro    | Bolivia           | 1-3      | Victoria  | Copa América 2019                                                  |       |
| 45. | 22 de junio de 2019      | São Paulo         | Brasil            | 0-5      | Derrota   | Copa América 2019                                                  |       |
| 46. | 29 de junio de 2019      | Salvador          | Uruguay           | 0-0      | Empate    | Copa América 2019                                                  |       |
| 47. | 3 de julio de 2019       | Porto Alegre      | Chile             | 3-0      | Victoria  | Copa América 2019                                                  |       |
| 48. | 7 de julio de 2019       | Río de Janeiro    | Brasil            | 3-1      | Derrota   | Copa América 2019                                                  |       |
| 49. | 5 de septiembre de 2019  | Nueva Jersey      | Ecuador           | 0-1      | Derrota   | Amistoso                                                           |       |
| 50. | 10 de septiembre de 2019 | Los Ángeles       | Brasil            | 1-0      | Victoria  | Amistoso                                                           |       |
| 51. | 11 de octubre de 2019    | Montevideo        | Uruguay           | 0-1      | Derrota   | Amistoso                                                           |       |
| 52. | 15 de octubre de 2019    | Lima              | Uruguay           | 1-1      | Empate    | Amistoso                                                           |       |
| 53. | 15 de noviembre de 2019  | Florida           | Colombia          | 0-1      | Derrota   | Amistoso                                                           |       |
| 54. | 8 de octubre de 2020     | Asunción          | Paraguay          | 2-2      | Empate    | Clasificación de Conmebol para la Copa Mundial de Fútbol de 2022   |       |
| 55. | 13 de octubre de 2020    | Lima              | Brasil            | 2-4      | Derrota   | Clasificación de Conmebol para la Copa Mundial de Fútbol de 2022   |       |
| 56. | 13 de noviembre de 2020  | Santiago          | Chile             | 2-0      | Derrota   | Clasificación de Conmebol para la Copa Mundial de Fútbol de 2022   |       |
| 57. | 3 de junio de 2021       | Lima              | Colombia          | 0-3      | Derrota   | Clasificación de Conmebol para la Copa Mundial de Fútbol de 2022   |       |
| 58. | 8 de junio de 2021       | Quito             | Ecuador           | 1-2      | Victoria  | Clasificación de Conmebol para la Copa Mundial de Fútbol de 2022   |       |
| 59. | 17 de junio de 2021      | Río de Janeiro    | Brasil            | 4-0      | Derrota   | Copa América 2021                                                  |       |
| 60. | 20 de junio de 2021      | Goiânia           | Colombia          | 1-2      | Victoria  | Copa América 2021                                                  |       |
| 61. | 23 de junio de 2021      | Goiânia           | Ecuador           | 2-2      | Empate    | Copa América 2021                                                  |       |
| 62. | 27 de junio de 2021      | Brasilia          | Venezuela         | 1-0      | Victoria  | Copa América 2021                                                  |       |
| 63. | 2 de julio de 2021       | Goiânia           | Paraguay          | 3-3      | Empate    | Copa América 2021                                                  |       |
| 64. | 5 de julio de 2021       | Río de Janeiro    | Brasil            | 1-0      | Derrota   | Copa América 2021                                                  |       |
| 65. | 9 de julio de 2021       | Brasilia          | Colombia          | 2-3      | Derrota   | Copa América 2021                                                  |       |
| 66. | 2 de septiembre de 2021  | Lima              | Uruguay           | 1-1      | Empate    | Clasificación de Conmebol para la Copa Mundial de Fútbol de 2022   |       |
| 67. | 5 de septiembre de 2021  | Lima              | Venezuela         | 1-0      | Victoria  | Clasificación de Conmebol para la Copa Mundial de Fútbol de 2022   |       |
| 68. | 9 de septiembre de 2021  | Recife            | Brasil            | 2-0      | Derrota   | Clasificación de Conmebol para la Copa Mundial de Fútbol de 2022\| |       |

## Estadísticas

### Clubes
Actualizado al último partido disputado el 8 de diciembre de 2024.
| Club                             | Div.          | Temporada     | Liga  | Liga  | Copas nacionales | Copas nacionales | Copas internacionales | Copas internacionales | Total | Total |
| Club                             | Div.          | Temporada     | Part. | Goles | Part.            | Goles            | Part.                 | Goles                 | Part. | Goles |
| -------------------------------- | ------------- | ------------- | ----- | ----- | ---------------- | ---------------- | --------------------- | --------------------- | ----- | ----- |
| Jong F. C. Twente · Países Bajos | 2.ª           | 2013-14       | 19    | 1     | ―                | ―                | ―                     | ―                     | 19    | 1     |
| Jong F. C. Twente · Países Bajos | 2.ª           | 2014-15       | 2     | 0     | ―                | ―                | ―                     | ―                     | 2     | 0     |
| Jong F. C. Twente · Países Bajos | Total club    | Total club    | 21    | 1     | 0                | 0                | 0                     | 0                     | 21    | 1     |
| F. C. Twente · Países Bajos      | 1.ª           | 2014-15       | 17    | 5     | 3                | 0                | ―                     | ―                     | 20    | 5     |
| F. C. Twente · Países Bajos      | 1.ª           | 2015-16       | 14    | 1     | 0                | 0                | ―                     | ―                     | 14    | 1     |
| F. C. Twente · Países Bajos      | Total club    | Total club    | 31    | 6     | 3                | 0                | 0                     | 0                     | 34    | 6     |
| Feyenoord · Países Bajos         | 1.ª           | 2015-16       | 3     | 0     | 0                | 0                | 0                     | 0                     | 3     | 0     |
| Feyenoord · Países Bajos         | 1.ª           | 2016-17       | 8     | 1     | 3                | 0                | 3                     | 0                     | 14    | 1     |
| Feyenoord · Países Bajos         | 1.ª           | 2017-18       | 15    | 1     | 3                | 0                | 4                     | 0                     | 22    | 1     |
| Feyenoord · Países Bajos         | 1.ª           | 2018-19       | 4     | 0     | 2                | 0                | 0                     | 0                     | 6     | 0     |
| Feyenoord · Países Bajos         | 1.ª           | 2019-20       | 15    | 0     | 1                | 0                | 8                     | 0                     | 24    | 0     |
| Feyenoord · Países Bajos         | Total club    | Total club    | 44    | 2     | 9                | 0                | 15                    | 0                     | 68    | 2     |
| Willem II · Países Bajos         | 1.ª           | 2018-19       | 16    | 1     | 3                | 0                | ―                     | ―                     | 19    | 1     |
| Willem II · Países Bajos         | Total club    | Total club    | 16    | 1     | 3                | 0                | 0                     | 0                     | 19    | 1     |
| R. C. Celta de Vigo · España     | 1.ª           | 2020-21       | 32    | 0     | 2                | 0                | ―                     | ―                     | 34    | 0     |
| R. C. Celta de Vigo · España     | 1.ª           | 2021-22       | 29    | 0     | 3                | 0                | ―                     | ―                     | 32    | 0     |
| R. C. Celta de Vigo · España     | 1.ª           | 2022-23       | 28    | 0     | 1                | 0                | ―                     | ―                     | 29    | 0     |
| R. C. Celta de Vigo · España     | 1.ª           | 2023-24       | 21    | 0     | 4                | 0                | ―                     | ―                     | 25    | 0     |
| R. C. Celta de Vigo · España     | Total club    | Total club    | 110   | 0     | 10               | 0                | 0                     | 0                     | 120   | 0     |
| C. D. Leganés · España           | 1.ª           | 2024-25       | 15    | 1     | 1                | 0                | ―                     | ―                     | 16    | 1     |
| C. D. Leganés · España           | Total club    | Total club    | 15    | 1     | 1                | 0                | 0                     | 0                     | 16    | 1     |
| Total carrera                    | Total carrera | Total carrera | 237   | 11    | 26               | 0                | 15                    | 0                     | 278   | 11    |

## Palmarés

### Campeonatos nacionales
| Título                        | Club      | País         | Año     |
| ----------------------------- | --------- | ------------ | ------- |
| Copa de los Países Bajos      | Feyenoord | Países Bajos | 2015-16 |
| Eredivisie                    | Feyenoord | Países Bajos | 2016-17 |
| Supercopa de los Países Bajos | Feyenoord | Países Bajos | 2017    |
| Copa de los Países Bajos      | Feyenoord | Países Bajos | 2017-18 |
| Supercopa de los Países Bajos | Feyenoord | Países Bajos | 2018    |

### Distinciones individuales
| Distinción                                                                                                  | Año  |
| --- | ---- |
| Incluido en el once ideal de la jornada 30 de la Eredivisie                                                 | 2015 |
| Incluido en el XI ideal del Mes de diciembre de la Eredivisie                                               | 2017 |
| Nominado como mejor defensa de la primera mitad de la temporada en la Eredivisie                            | 2017 |
| Incluido en el XI ideal de la fecha 8 y 26 de la Eredivisie                                                 | 2019 |
| Incluido en el XI ideal de la fecha 2 de la Eredivisie 2019-20                                              | 2019 |
| Top 5 de mejores recuperadores de balón de la Copa América 2019                                             | 2019 |
| Nominado a Futbolista del Mes del Celta de Vigo (octubre)                                                   | 2020 |
| Ganador a Futbolista del Mes del Celta de Vigo (octubre)                                                    | 2020 |
| Mejor fichaje del Año del Celta de Vigo                                                                     | 2020 |
| Incluido en el XI ideal de la fecha 12 de la Primera División de España 2020-21 según SofaScore             | 2020 |
| Mejor Futbolista peruano del año en el Extranjero                                                           | 2020 |
| Incluido en el XI ideal de la fecha 21 de la Primera División de España 2020-21 según SofaScore             | 2021 |
| Ganador a futbolista del mes del Celta de Vigo (enero)                                                      | 2021 |
| Jugador con más quites de balón en la Liga Española                                                         | 2021 |
| Incluido en el XI ideal de la fecha 27 de la Primera División de España 2020-21                             | 2021 |
| Futbolista latinoamericano más revalorizado de la Liga Española                                             | 2021 |
| Futbolista con más balones recuperados y con el mayor número de entradas contra rivales de la Liga Española | 2021 |
| Nominado a Futbolista del Mes del Celta de Vigo (abril)                                                     | 2021 |
| Ganador a Futbolista del Mes del Celta de Vigo (abril)                                                      | 2021 |
| Top 5 de mejores recuperadores de balón de la Copa América 2021                                             | 2021 |
| Futbolista más recuperador del año 2021 en competencias Conmebol (162 recuperaciones)                       | 2021 |
| Ganador a Futbolista del Mes del Celta de Vigo (diciembre)                                                  | 2023 |
| Ganador al Futbolista del Mese del Celta de Vigo (enero)                                                    | 2024 |
| Jugador del Partido                                                                                         |      |
| Jugador del Partido entre Feyenoord – PSV por los cuartos de final de la Copa de los Países Bajos           | 2018 |
| Mejor jugador del partido Willem II Tilburgo vs NAC Breda por la Eredivisie 2018-19 según SofaScore         | 2019 |
| Mejor jugador del partido Celta de Vigo vs Athletic Club por la Primera División de España 2020-21          | 2021 |
| Mejor jugador del partido Cádiz Club de Fútbol vs Celta de Vigo por la Primera División de España 2020-21   | 2021 |
| Mejor jugador del partido Colombia vs Perú por la Copa América 2021                                         | 2021 |